# Economia comportamental
A Economia comportamental, juntamente com o sub-campo relacionado, as finanças comportamentais, estuda os efeitos de fatores psicológicos, sociais, cognitivos, emocionais e de fatores econômicos nas decisões de indivíduos e instituições, além das consequências para os preços de mercado, retornos, e da alocação de recursos, embora nem sempre isso se dê de forma estreita, mas de um modo mais geral, o impacto dos diferentes tipos de comportamento, em diferentes ambientes de variados valores experimentais.
 Aversão ao risco é um fator financeiro crucial na tomada de decisões financeiras pessoais.  A tolerância ao risco é definida como a disposição dos indivíduos de se envolver em uma atividade financeira cujo resultado é incerto.
A economia comportamental está principalmente preocupada com os limites da racionalidade dos agentes econômicos. Modelos comportamentais tipicamente integram os insights da psicologia, neurociência e teoria microeconômica; ao fazer isso, esses modelos comportamentais cobrem uma variedade de conceitos, métodos e campos.
O estudo da economia comportamental inclui como as decisões de mercado são tomadas e os mecanismos que impulsionam a escolha pública. O uso do termo "economia comportamental" nos estudos acadêmicos norte-americanos aumentou nos últimos anos, como mostra um estudo recente.
Em 2017, o economista Richard Thaler recebeu o Prêmio Nobel de Ciências Econômicas por suas contribuições à economia comportamental e por seu trabalho pioneiro em estabelecer que as pessoas são previsivelmente irracionais de maneiras que desafiam a teoria econômica.
Há três temas predominantes na economia comportamental:
- Heurística: os seres humanos tomam 95% de suas decisões usando atalhos mentais ou regras de ouro.
- Enquadramento: A coleção de anedotas e estereótipos que compõem os  filtros emocionais mentais, nos quais os indivíduos confiam a fim de compreender e responder aos eventos.
- As ineficiências do mercado: Estes incluem preços errados e tomadas de decisão não racionais.

## História
Durante o período clássico da economia, a microeconomia estava estreitamente ligada à psicologia. Por exemplo, Adam Smith escreveu A Teoria dos Sentimentos Morais, que propunha explicações psicológicas do comportamento individual, incluindo preocupações sobre a equidade e justiça, além disso, Jeremy Bentham escreveu extensivamente sobre os fundamentos psicológicos da utilidade. No entanto, durante o desenvolvimento da economia neoclássica, os economistas procuraram remodelar a disciplina como uma ciência natural, deduzindo o comportamento econômico a partir de pressupostos sobre a natureza dos agentes econômicos. Eles desenvolveram o conceito de Homo economicus, cuja psicologia é fundamentalmente racional.
No entanto, muitos importantes economistas neoclássicos empregaram explicações psicológicas mais sofisticadas, incluindo Francis Edgeworth, Vilfredo Pareto, e Irving Fisher. A Psicologia econômica surgiu no século XX, na obra de Gabriel de Tarde, George Katona, e Laszlo Garai. A utilidade esperada e os modelos de utilidade com desconto começaram a ganhar aceitação, gerando hipóteses testáveis sobre a tomada de decisão, dada a incerteza e o consumo intertemporal, respectivamente. As anomalias observadas e repetitivas acabaram por desafiar essas hipóteses, e passos adicionais foram dados pelo vencedor do Prêmio Nobel, Maurice Allais, por exemplo, ao estabelecer o paradoxo de Allais, um problema de decisão apresentado pela primeira vez em 1953 que contradiz a hipótese de utilidade esperada.
Na década de 1960 a psicologia cognitiva começou a lançar mais luz sobre o cérebro como um dispositivo de processamento de informações (em contraste com os modelos behavioristas). Psicólogos neste campo, tais como Ward Edwards, Amos Tversky e Daniel Kahneman começaram a comparar seus modelos cognitivos de tomada de decisão sob risco e incerteza com modelos econômicos de comportamento racional. Na psicologia matemática, há um interesse de longa data na transitividade da preferência e que tipo de utilidade da escala de medição constitui.

### Teoria da perspectiva

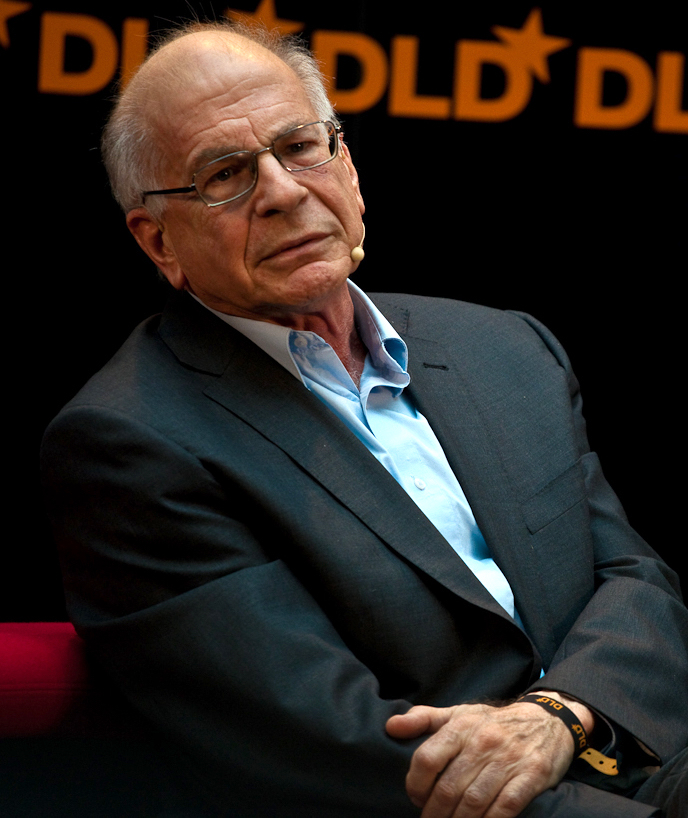
Daniel Kahneman, Ganhador do Prêmio Nobel de Economia em 2002.

Em 1979, Kahneman e Tversky escreveram a obra Prospect Theory: Uma Análise de Decisão Sob Risco, que usou a psicologia cognitiva para explicar várias divergências de tomada de decisão econômica da teoria neoclássica . A Teoria da perspectiva tem duas fases: uma fase de edição e uma fase de avaliação.
No estágio de edição, situações de risco são simplificadas usando várias heurísticas de escolha. Na fase de avaliação, alternativas arriscadas são avaliadas usando vários princípios psicológicos que incluem o seguinte:
1. Dependência de referência: Ao avaliar os resultados, o tomador de decisão tem em mente um "nível de referência". Os resultados são então comparados ao ponto de referência e classificados como "ganhos" se maiores que o ponto de referência e "perdas" se menores que o ponto de referência;
2. Aversão à Perda: Perdas infligem mais que ganhos equivalentes. Em seu artigo de 1992, Kahneman e Tversky descobriram que o coeficiente médio de aversão à perda era de cerca de 2,25, ou seja, as perdas infligiam cerca de 2,25 vezes mais do que os ganhos equivalentes;[15]
3. Ponderação de probabilidade não linear: as evidências indicam que os tomadores de decisão estão acima da média em probabilidades pequenas e têm grandes probabilidades de baixa média - isso dá origem à função de ponderação de probabilidade em forma de S inversa;
4. Diminuição da sensibilidade a ganhos e perdas: À medida que o tamanho dos ganhos e perdas em relação ao ponto de referência aumenta em valor absoluto, o efeito marginal da utilidade ou a satisfação do tomador de decisão diminui.

A teoria da perspectiva é capaz de explicar tudo o que as duas principais teorias de decisão existentes - a teoria da utilidade esperada e a teoria da utilidade dependente da hierarquia - podem explicar. No entanto, o inverso é falso. A teoria da perspectiva tem sido usada para explicar uma série de fenômenos que as teorias de decisão existentes têm grande dificuldade em explicar. Estas incluem deslocamentos das curvas de oferta de mão-de-obra para trás, elasticidades assimétricas de preços, evasão fiscal, co-movimentação de preços e consumo de ações, etc..
Em 1992, no Journal of Risk and Uncertainty, Kahneman e Tversky deram sua versão revisada da teoria da perspectiva, a qual chamaram de teoria da perspectiva cumulativa. A nova teoria eliminou a fase de edição na teoria da perspectiva e concentrou-se apenas na fase de avaliação. Sua principal característica era que permitia a ponderação de probabilidade não-linear de maneira cumulativa, o que foi originalmente sugerido na teoria da utilidade dependente de John Quiggin.
Traços psicológicos como o excesso de confiança, o viés da projeção e os efeitos da atenção limitada agora fazem parte da teoria. Outros desenvolvimentos incluem uma conferência na Universidade de Chicago, [16] uma edição especial de economia comportamental do Quarterly Journal of Economics ("In Memory of Amos Tversky") e o Nobel de 2002 de Kahneman por ter "insights integrados da pesquisa psicológica em ciências econômicas, especialmente no que diz respeito ao julgamento humano e à tomada de decisões sob incerteza".

### Escolha Intertemporal

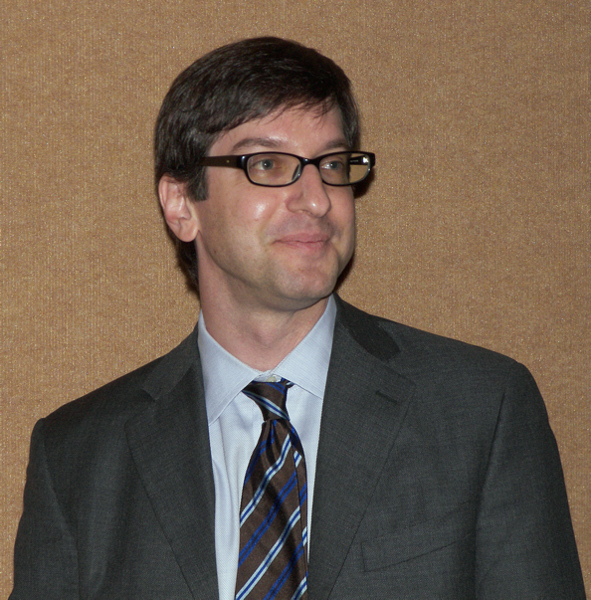
David Laibson, Professor de economia na Universidade de Harvard

A economia comportamental também tem sido aplicada à escolha intertemporal. Escolha intertemporal é definida como tomar uma decisão e ter os efeitos de tal decisão acontecendo em um tempo diferente. O comportamento de escolha intertemporal é amplamente inconsistente, como exemplificado pelo desconto hiperbólico de George Ainslie - uma das observações mais estudadas - e desenvolvido por David Laibson, Ted O'Donoghue e Matthew Rabin. O desconto hiperbólico descreve a tendência de descontar os resultados no futuro próximo mais do que os resultados no futuro distante. Esse padrão de desconto é dinamicamente inconsistente (ou inconsistente no tempo) e, portanto, inconsistente com os modelos básicos de escolha racional, já que a taxa de desconto entre o tempo t e t+1 será baixa no tempo t-1 quando t é o futuro próximo mas alto no tempo t quando t é o presente e tempo t+1 é o futuro próximo.
O padrão também pode ser explicado por meio de modelos de descontos substitutivos que distinguem o atraso e o intervalo de desconto: as pessoas são menos pacientes (por unidade de tempo) em intervalos menores, independentemente de quando eles ocorrem.

### Outras áreas de investigação
Outros ramos da economia comportamental enriquecem o modelo da função utilidade sem implicar inconsistência nas preferências. Ernst Fehr, Armin Falk e Matthew Rabin estudaram "justiça", "aversão à desigualdade" e "altruísmo recíproco", enfraquecendo o pressuposto neoclássico de "perfeito egoísmo". Este trabalho é particularmente aplicável ao ajuste de salários. O trabalho sobre "motivação intrínseca", de Gneezy e Rustichini, e "identidade", de Akerlof e Kranton, supõe que os agentes derivam da utilidade da adoção de normas pessoais e sociais, além da utilidade condicional esperada. De acordo com Aggarwal, além dos desvios comportamentais do equilíbrio racional, os mercados provavelmente também sofrerão de respostas defasadas, custos de busca, externalidades, tragédias dos comuns e outras fricções, dificultando o desenredamento dos efeitos comportamentais no comportamento do mercado.
"Utilidade condicional esperada" é uma forma de raciocínio em que o indivíduo tem uma ilusão de controle e calcula as probabilidades de eventos externos e, portanto, sua utilidade como uma função de sua própria ação, mesmo quando não têm capacidade causal de afetar esses eventos externos.
A economia comportamental pegou entre o público em geral, com o sucesso de livros como o de Dan Ariely, Previsivelmente Irracionais. Os praticantes da disciplina estudaram tópicos de política quase pública, como o mapeamento de banda larga.
Aplicações para economia comportamental incluem a modelagem do processo de tomada de decisão do consumidor para aplicações em inteligência artificial e aprendizado de máquina. A Singularities, baseada no Vale do Silício, está usando os postulados AGM propostos por Alchourrón, Gärdenfors e Makinson - a formalização dos conceitos de crenças e mudanças para entidades racionais - em uma lógica simbólica para criar um mecanismo de aprendizado de máquina e dedução que usa os mais recentes algoritmos de data science e big data para gerar o conteúdo e regras condicionais (contrafactuais) que capturam os comportamentos e crenças do cliente.

## Críticas
Os críticos da economia comportamental geralmente reforçam a racionalidade dos agentes econômicos. Eles afirmam que o comportamento experimentalmente observado tem aplicações limitadas a situações de mercado, uma vez que oportunidades de aprendizagem e competição asseguram pelo menos uma aproximação aproximada do comportamento racional.
Outros observam que as teorias cognitivas, como a teoria da perspectiva, são modelos de tomada de decisão, não de comportamento econômico generalizado, e são aplicáveis apenas ao tipo de problemas decisórios que se apresentam para experimentar os participantes ou os respondentes da pesquisa.
Uma preocupação notável é que, apesar de muita retórica, ainda não existe uma teoria comportamental real e consistente. Os estudiosos da economia comportamental também não possuem uma teoria unificada. Até que isso aconteça, é uma coleção de observações vagamente relacionadas ou não relacionadas. O que falta é uma teoria comportamental fundamental que pode ser testada em muitos domínios como um concorrente da teoria neoclássica.
Os economistas tradicionais também são céticos quanto às técnicas experimentais e baseadas em pesquisas que a economia comportamental usa extensivamente. Economistas tipicamente enfatizam preferências reveladas sobre preferências declaradas (de pesquisas) na determinação do valor econômico. Experimentos e pesquisas correm o risco de vieses sistêmicos, comportamento estratégico e falta de compatibilidade de incentivo.

### Respostas
Rabin descarta essas críticas, alegando que resultados consistentes são normalmente obtidos em várias situações e geografias e pode produzir um bom insight teórico. Economistas comportamentais também têm respondido a essas críticas, concentrando-se no campo de estudos ao invés de experimentos de laboratório. Alguns economistas vêem um cisma fundamental entre economia experimental e economia comportamental, mas proeminentes economistas comportamentais e experimentais tendem a compartilhar técnicas e abordagens para responder a perguntas comuns. Por exemplo, os economistas comportamentais estão investigando a neuroeconomia, que é inteiramente experimental e ainda não pode ser verificada em campo.
Outros proponentes da economia comportamental observam que os modelos neoclássicos muitas vezes não conseguem prever os resultados em contextos do mundo real. Os insights comportamentais podem influenciar os modelos neoclássicos. Os economistas comportamentais observam que esses modelos revisados não apenas alcançam as mesmas previsões corretas dos modelos tradicionais, mas também predizem corretamente alguns resultados em que os modelos tradicionais falharam. Os componentes epistemológicos, ontológicos e metodológicos da economia comportamental são cada vez mais debatidos, em particular pelos historiadores da economia e dos metodologistas econômicos.
De acordo com alguns pesquisadores, ao estudar os mecanismos que formam a base da tomada de decisão, especialmente a tomada de decisão financeira, é necessário reconhecer que a maioria das decisões são feitas sob tensão, pois, "o estresse é a resposta inespecífica do corpo a qualquer demanda que lhe é apresentada".
Do ponto de vista biológico, os comportamentos humanos são essencialmente os mesmos durante as crises, acompanhados por choques nas bolsas de valores e durante o crescimento da bolha, quando os preços das ações ultrapassam as altas históricas. Durante esses períodos, a maioria dos participantes do mercado vêem algo novo para si mesmos, e isso inevitavelmente induz uma resposta ao estresse neles acompanhada de mudanças em seus perfis e motivações endócrinas. O resultado são mudanças quantitativas e qualitativas no comportamento. No entanto, este é apenas um exemplo de onde o comportamento que afeta economia e as finanças pode ser observado e contrastado de forma variável usando economia comportamental, e é um erro pensar em sua utilidade como aplicando apenas em tais ambientes testados ou em condições similares a bolsas de valores especificamente. Além disso, muitas vezes, o raciocínio egoísta, os "comportamentos adultos" e similares podem ser identificados dentro das ocultações criminais, e as deficiências legais e a negligência de diferentes tipos podem ser observadas e descobertas. A consciência da consequência indireta (ou da falta dela), pelo menos em potencial com diferentes modelos e métodos experimentais, pode ser usada também - os usos potenciais da economia comportamental são amplos, mas sua confiabilidade precisa ser examinada. Uma subestimação do papel da novidade como estressor é a principal deficiência das abordagens atuais para pesquisa de mercado. Portanto, é necessário explicar os difasismos biologicamente determinados do comportamento humano nas condições diárias de baixo estresse e em resposta aos estressores.

## Problemas aplicados

### Teoria Nudge

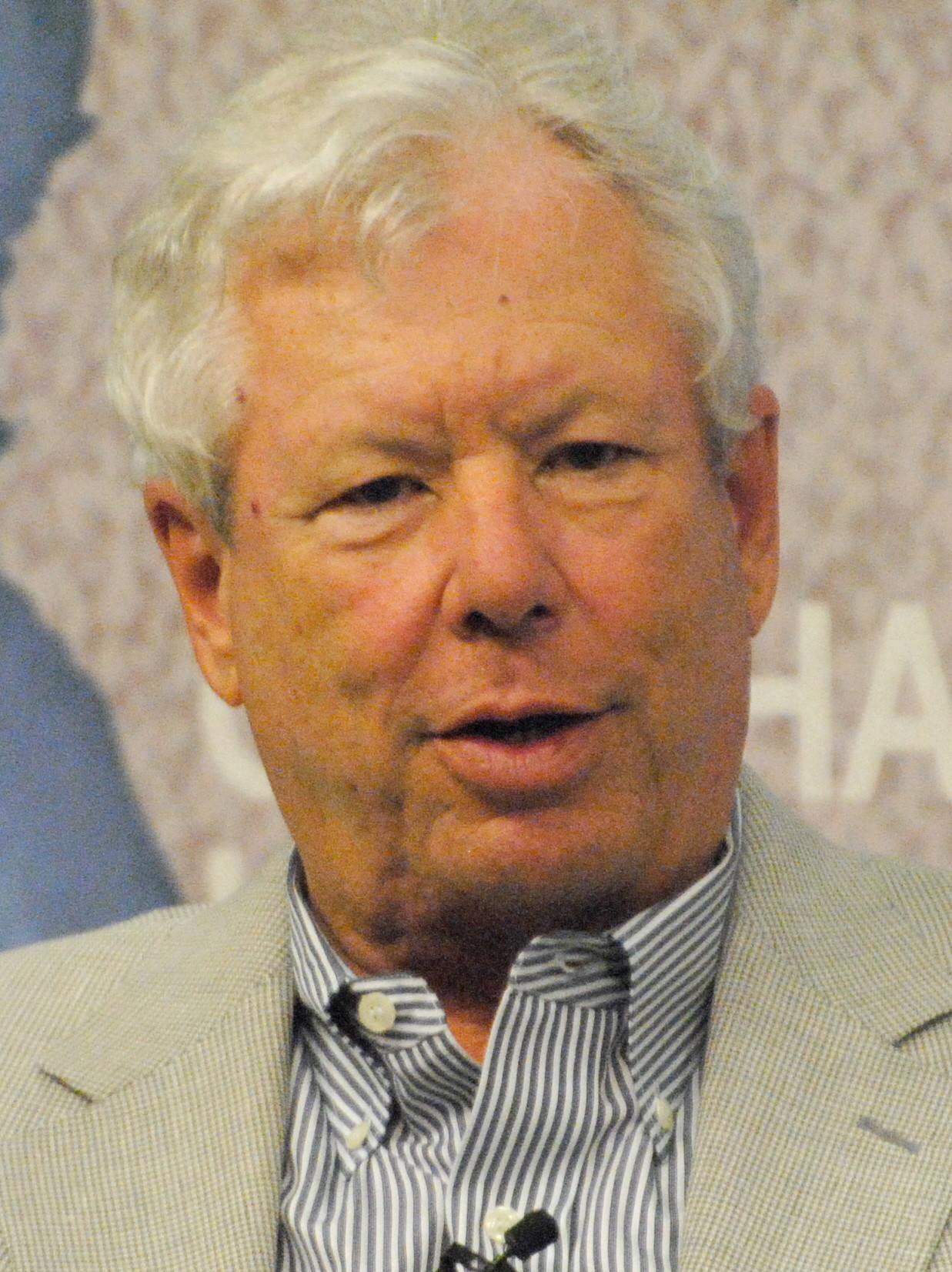
Richard Thaler, Ganhador do Prêmio Nobel de Economia em 2017.

Nudge é um conceito em economia comportamental, ciência comportamental, teoria política e economia, que propõe o reforço positivo e sugestões indiretas  como forma de influenciar o comportamento e tomada de decisão de grupos ou indivíduos. Este incentivo contrasta com outras maneiras de obter conformidade, como educação, legislação ou imposição. O conceito influenciou os políticos britânicos e americanos. Existem várias unidades de incentivo em todo o mundo a nível nacional (Reino Unido, Alemanha, Japão e outros), bem como a nível internacional (OCDE, Banco Mundial, ONU).
A primeira formulação do termo e princípios associados foi desenvolvida em cibernética por James Wilk antes de 1995 e descrita pelo acadêmico da Universidade de Brunel, DJ Stewart, como "a arte do incentivo" (algumas vezes referida como micronudges). Também se baseou em influências metodológicas da clínica de psicoterapia de até Gregory Bateson, incluindo as contribuições de Milton Erickson, Watzlawick, Weakland e Fisch, e Bill O'Hanlon. Nesta variante, o incentivo é um projeto micro-direcionado voltado para um grupo específico de pessoas, independentemente da escala de intervenção pretendida
Em 2008, o livro de Richard Thaler e Cass Sunstein, Nudge: Improving Decisions, about Health, Wealth and Happiness, levou a teoria do incentivo à proeminência. Também ganhou seguidores entre os políticos dos EUA e do Reino Unido, no setor privado e na saúde pública. Os autores referem-se a influenciar o comportamento sem coerção como paternalismo libertário e os influenciadores como arquitetos de escolha. Thaler e Sunstein definiram seu conceito como:
A nudge, as we will use the term, is any aspect of the choice architecture that alters people's behavior in a predictable way without forbidding any options or significantly changing their economic incentives. To count as a mere nudge, the intervention must be easy and cheap to avoid. Nudges are not mandates. Putting fruit at eye level counts as a nudge. Banning junk food does not.
Desta forma, baseando-se em economia comportamental, o incentivo é mais geralmente aplicado para influenciar o comportamento.
Um dos exemplos mais citados de um incentivo é a gravação da imagem de uma mosca doméstica nos mictórios dos banheiros masculinos no Aeroporto de Schiphol, em Amsterdã, que se destina a "melhorar o objetivo".
As técnicas de incentivo visam usar a heurística de julgamento a nosso favor. Em outras palavras, um empurrão altera o ambiente de modo que quando a heurística, ou Sistema 1, for tomada de decisão, a escolha resultante será o resultado mais positivo ou desejado. Um exemplo de tal incentivo é mudar a colocação de junk food em uma loja, para que as frutas e outras opções saudáveis estejam localizadas ao lado da caixa registradora, enquanto a junk food é transferida para outra parte da loja.
Em 2008, os Estados Unidos designaram a Sunstein, que ajudou a desenvolver a teoria, como administradora do Escritório de Informações e Assuntos Regulatórios.
Notáveis aplicações da Teoria Nudge incluem a formação das equipes britânicas de "Percepções Comportamentais"  em 2010. É muitas vezes chamada de "Nudge Unit", no Gabinete britânico, dirigido por David Halpern.
Tanto o primeiro-ministro David Cameron quanto o ex presidente Barack Obama procuraram empregar a teoria do empurrão para avançar os objetivos da política interna durante seus mandatos.
Na Austrália, o governo de Nova Gales do Sul estabeleceu um Comportamentais Insights comunidade de prática.
Teoria Nudge também tem sido aplicada a gestão de negócios e cultura corporativa, tal como em relação à saúde, segurança e ambiente (HSE) e de recursos humanos. Com relação à sua aplicação ao HSE, um dos principais objetivos do nudge é alcançar uma "cultura de zero acidentes".
Líderes de empresas do Vale do Silício são precursores na aplicação de teoria nudge no ambiente corporativo. Essas empresas estão usando toques em várias formas de aumentar a produtividade e a felicidade dos funcionários. Recentemente, mais empresas estão ganhando interesse em usar o que é chamado de gestão "cutucar" para melhorar a produtividade dos seus trabalhadores de colarinho branco.
Existem agora mais de 135 países nos quais percepções comportamentais são utilizados.

#### Críticas
Nudging também foi criticado. Tammy Boyce, da fundação de saúde pública The King's Fund, disse: "Precisamos nos afastar de iniciativas de curto prazo, politicamente motivadas, como a ideia de 'empurrar as pessoas', que não são baseadas em nenhuma boa evidência e não ajudam". As pessoas fazem mudanças de comportamento a longo prazo".
Cass Sunstein tem respondido demoradamente às críticas em sua obra The Ethics of Influence (A Ética da Influência, defendendo o caso, em favor do nudging contra as acusações de que nudges diminui a autonomia, ameaça a dignidade, viola as liberdades, ou reduzir o bem-estar. Eticistas têm debatido esta ideia rigorosamente. Essas acusações foram feitas por vários participantes do debate, a partir de Bovens e Goodwin. Wilkinson, por exemplo, denuncia tais incentivos por serem manipuladoras, enquanto outros, como Yeung, questionam sua credibilidade científica.
Alguns, como Hausmann & Welch indagaram se a indução deveria ser permissível com base na justiça distributiva; Lepenies & Malecka têm questionado se nudges são compatíveis com as regras do direito. Da mesma forma, os juristas têm discutido a relação dos incentivos e a lei.
Economistas comportamentais, tais como Bob Sugden têm apontado que a base normativa de referência, do nudging ainda é o "homo oeconomicus", apesar de os proponentes afirmarem o contrário.
Tem sido observado que, nudging também é um eufemismo para a manipulação psicológica, tal como praticada na engenharia social.
Existe uma antecipação e, simultaneamente, críticas implícitas à teoria do nudging em obras de psicólogos sociais húngaros que enfatizam a participação ativa no empurrão de seu alvo (Ferenc Merei), (Laszlo Garai).

### Finanças comportamentais

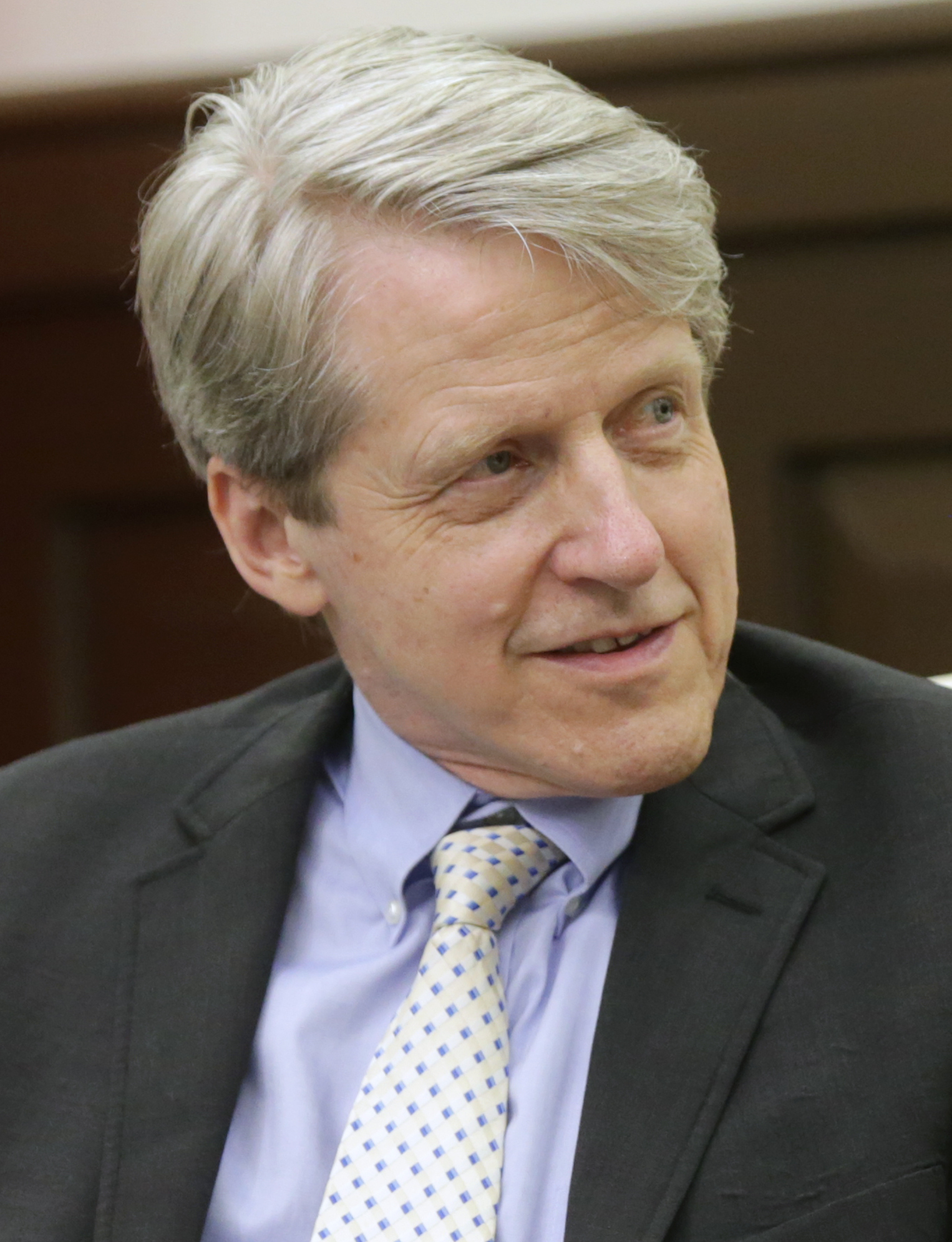
Robert J. Shiller, Ganhador do Prêmio Nobel de Economia em 2013.

A questão central nas finanças comportamentais é explicar por que os participantes do mercado cometem   erros sistemáticos irracionais contrários à suposição de participantes racionais do mercado. Tais erros afetam preços e retornos, criando ineficiências de mercado. O estudo de finanças comportamentais também investiga como outros participantes tiram vantagem (arbitragem) de tais erros e ineficiências de mercado.
As finanças comportamental destacam as ineficiências, como reações insuficientes ou excessivas à informação, como causas de tendências de mercado e, em casos extremos, bolhas e falhas. Tais reações têm sido atribuídas à atenção limitada dos investidores, excesso de confiança, instinto de pastoreio e ruído de negociação. Analistas técnicos consideram as finanças comportamentais como primos acadêmicos para a economia comportamental, e a base teórica para a análise técnica.
Outras observações importantes incluem a assimetria entre as decisões de adquirir ou manter recursos, conhecidas como o paradoxo do "pássaro no mato", e a aversão à perda , a falta de disposição para abandonar uma posse valorizada. A aversão à perda parece manifestar-se no comportamento do investidor como uma relutância em vender ações ou outras participações se isso resultasse em uma perda nominal. Isso também pode ajudar a explicar por que os preços da moradia raramente / lentamente declinam para os níveis de compensação do mercado durante os períodos de baixa demanda.
Benartzi e Thaler, aplicando uma versão da teoria do prospecto , afirmam ter resolvido o quebra-cabeça do prêmio de equity , algo que os modelos de finanças convencionais até agora não conseguiram fazer. O financiamento experimental aplica o método experimental, por exemplo, criando um mercado artificial por meio de algum tipo de software de simulação para estudar o processo de tomada de decisão e o comportamento das pessoas nos mercados financeiros.

#### Quantitativos em finanças comportamentais
Quantitativos em finanças comportamentais usa metodologia matemática e estatística para compreender preconceitos comportamentais. Em pesquisa de marketing, um estudo mostra pouca evidência de que a escalada de preconceitos de impacta decisões de marketing. Os principais contribuintes incluem Gunduz Caginalp (Editor da Revista de Finanças Comportamentais de 2001-04), e colaboradores incluem  Nobel de literatura em 2002, Vernon Smith, David Porter, Don Balenovich, Vladimira Ilieva e Ahmet Duran, e Ray Sturm.

### Modelos financeiros
Alguns modelos financeiros utilizados na gestão e avaliação de ativos incorporam parâmetros de finanças comportamentais. Exemplos:
- Modelo  Thaler de preço reações de informações, com três fases (underreaction, adaptação e reação exagerada), e a criação de um preço de tendência.

Uma característica da reação exagerada é de que a média de retornos seguintes a anúncios de boas notícia é inferior a seguinte notícia ruim. Em outras palavras, reações exageradas ocorrem se o mercado reage demasiado forte ou por muito tempo a notícia, exigindo, portanto, de ajuste na direção oposta. Como resultado, superando os ativos em um período provavelmente um desempenho inferior no período seguinte. Isto também se aplica a clientes com aquisição de hábitos irracionais.
- O coeficiente de estoque de imagem.

#### Críticas
Críticos como Eugene Fama, normalmente, defende a hipótese do mercado eficiente. Eles afirmam que o finanças comportamental é mais um conjunto de anomalias que um verdadeiro ramo de finanças e que estas anomalias são rapidamente de preço fora de mercado ou explicado por apelando para argumentos de microestrutura do mercado. No entanto, individuais vieses cognitivos são distintos dos preconceitos sociais; o primeiro pode ser calculada a média do mercado, enquanto o outro pode criar positiva loops de feedback que impulsionam o mercado mais e mais, a partir de um "preço justo" de equilíbrio. Da mesma forma, para uma anomalia violar a eficiência do mercado, um investidor deve ser capaz de comércio contra ele e ganhar lucros anormais; este não é o caso de muitas anomalias.
Um exemplo específico de esta crítica aparece em algumas explicações sobre o equity premium puzzle. Argumenta-se que a causa das barreiras de entrada (práticos e psicológicos) e que retorna entre ações e títulos deve equalizar como recursos eletrônicos abrir o mercado de ações para mais de comerciantes. Em resposta, outros afirmam que a maior parte dos fundos de investimento são geridos através de fundos de aposentadoria, minimizando o efeito destes putativo barreiras de entrada.
Além disso, os investidores profissionais e gestores de fundos parecem conter mais títulos do que seria de esperar dado o retorno diferenciais.

### Teoria dos jogos comportamental
A Teoria dos jogos comportamental, inventada por Colin Camerer, analisa estratégias interativas de decisões e o comportamento usando os métodos da teoria dos jogos, economia experimental, e da psicologia experimental. Experimentos incluem testes de desvios típicos e simplificações da teoria econômica, tais como a independência do axioma e a negligência de altruísmo, a justiça, e efeitos de enquadramento. No lado positivo, o método foi aplicado para a aprendizagem interativa e preferências sociais. Como um programa de pesquisa, o assunto é um desenvolvimento das últimas três décadas.

### O raciocínio econômico em animais
Vários estudos de psicologia comparada têm tentado demonstrar quase-fundamentação econômica em animais não humanos. As primeiras tentativas ao longo desta linha, foca sobre o comportamento de ratos de laboratório e pombos. Estes estudos inferem sobre os princípios da psicologia comparativa, onde o principal objetivo é descobrir análogos ao comportamento humano no tratamento experimental de animais não humanos. Eles também são metodologicamente semelhante ao trabalho de Ferster e Skinner. Semelhanças metodológicas de lado, os primeiros pesquisadores não-humanos de economia desviaram-se do behaviorismo em sua terminologia. Embora tais estudos são definidos, principalmente, em uma câmara de condicionamento operante usando recompensas de comida para bicar/pressão do comportamento, os pesquisadores descrevem a bicar e bar-pressão não em termos de reforço e estímulo-resposta relações , mas, em vez disso, em termos de trabalho, demanda, orçamento e mão de obra. Estudos recentes têm adotado uma abordagem um pouco diferente, tomando uma forma mais na perspectiva evolutiva, comparando o comportamento econômico dos seres humanos a uma espécie de não-humanos, primatas, como o macaco-prego.

### Neuroeconomia
Neuroeconomia é um campo de temas  interdisciplinares que procura explicar a tomada de decisão humana, a capacidade de processar várias alternativas para seguir um curso de ação. Ela estuda a forma como o comportamento econômico pode moldar a nossa compreensão do cérebro, e como descobertas neurocientíficas pode restringir e servir de guia de modelos de economia.
Ele combina métodos de pesquisa de neurociência, experimental e economia comportamental e cognitiva e social da psicologia. Como uma pesquisa para a tomada de decisão, o comportamento torna-se cada vez mais computacional, também incorpora novas abordagens da biologia teórica, ciência da computação e matemática. Neuroeconomia estuda tomadas de decisão usando uma combinação de ferramentas a partir destes campos, de modo a evitar as falhas que surgem a partir de uma única perspectiva de abordagem. Da economia mainstream, a utilidade esperada (UE) e o conceito de  agentes racionais ainda estão sendo usados. Muitos comportamentos econômicos não são completamente explicados por estes modelos, tais como heurística e enquadramento.
A economia comportamental surgiu para explicar estas anomalias através da integração social, cognitivo, emocional e de fatores na compreensão de decisões econômicas. Neuroeconomia adiciona outra camada usando métodos neurocientíficos no entendimento da interação entre o comportamento econômico e mecanismos neurais. Usando ferramentas de diversas áreas, alguns estudiosos afirmam que neuroeconomia oferece uma forma mais integrativa forma de compreender a tomada de decisão.

### Aplicações de nudges
Apesar de ser desenvolvido com um foco para as políticas públicas, a teoria de nudge tem sido aplicada e tendo sua eficiência comprovada nos mais diversos setores (inclusive sob o uso do sistema reflexivo, diferentemente concepções comuns de que nudges somente focam-se no processamento de raciocínio automático, principalmente focadas em contextos para a indução de comportamentos pró-ambientais e/ou pró-sociais. Como por exemplo, mudanças climáticas e consumo de alimentos, redução do consumo de energia, e até no aumento da sustentabilidade ambiental em ambientes focados no prazer, como por exemplo nos produtos e serviços relacionados ao turismo e hotelaria.

## Teóricos notáveis

### Economia
- George Akerlof
- Werner De Bondt
- Douglas Bernheim[88]
- Colin Camerer
- Armin Falk
- Dan Ariely
- Tshilidzi Marwala
- Ernst Fehr
- Simon Gächter
- Uri Gneezy[89]
- John A. List
- George Loewenstein
- John Quiggin
- Matthew Rabin
- Reinhard Selten
- Herbert A. Simon
- Vernon L. Smith
- Robert Sugden[90]
- Larry Summers
- Richard Thaler

### Psicologia
- George Ainslie
- Dan Ariely[91]
- Ed Diener
- Ward Edwards
- Laszlo Garai
- Gerd Gigerenzer
- Daniel Kahneman
- George Katona
- Walter Mischel
- Drazen Prelec
- Paul Slovic
- John Staddon[92]
- Amos Tversky

### Finanças
- Malcolm Baker
- Nicholas Barberis
- Gunduz Caginalp
- David Hirshleifer
- Andrew Lo
- Michael Mauboussin
- Terrance Odean
- Richard L. Peterson
- Charles Plott
- Robert Prechter
- Hersh Shefrin
- Robert Shiller
- Andrei Shleifer
- Robert Vishny